# یاسمین مرابط
یاسمین مرابط (انگلیسی: Yasmin Mrabet؛ زادهٔ ۸ اوت ۱۹۹۹) بازیکن فوتبال اهل اسپانیا است.
از باشگاه‌هایی که در آن بازی کرده است می‌توان به باشگاه فوتبال زنان مادرید و باشگاه فوتبال زنان والنسیا اشاره کرد.

## زندگی‌نامه
یاسمین مرابط در مادرید از پدری مراکشی و مادری انگلیسی زاده شد.او از کودکی در محیطی چندفرهنگی رشد کرد و همین موضوع تأثیر مهمی در شکل‌گیری شخصیت و دیدگاه او به فوتبال و زندگی داشت. مرابط به چهار زبان اسپانیایی، انگلیسی، فرانسوی و کاتالان مسلط است که این توانایی زبانی به او کمک کرده‌است تا به‌راحتی در تیم‌های مختلف و محیط‌های چندملیتی فعالیت کند.

## دوران باشگاهی
یاسمین مرابط سابقهٔ بازی در تیم‌های مختلفی از جمله Madrid CFF، رایو وایکانو و لوانته لاس پلاناس در اسپانیا را در کارنامه دارد.
او در دوران نوجوانی یکی از بازیکنان کلیدی تیم Madrid CFF در لیگا ایبردرولا بود و پیش از ترک این تیم، بیش از ۵۰ بازی در سطح نخست فوتبال زنان اسپانیا انجام داد. عملکرد مستمر و سطح بالای او در این دوران توجه بسیاری را به خود جلب کرد و آینده‌ای درخشان برایش پیش‌بینی می‌شد. در سال ۲۰۲۰، مرابط به تیم رایو وایکانو پیوست، اما مدت کوتاهی پس از انتقال، با مصدومیتی شدید مواجه شد که مانع از حضور او در ترکیب اصلی شد. با این حال، او با پشتکار و تلاش فراوان توانست به میادین بازگردد و نخستین بازی خود را در فوریهٔ ۲۰۲۱ برای این تیم انجام داد.
در فصل ۲۲–۲۰۲۱، یاسمین مرابط با ثبت ۸ گل در ۲۷ بازی نقش مهمی در موفقیت لوانته لاس پلاناس داشت و به تیم کمک کرد تا قهرمان رتو ایبردرولا شود و به لیگا اف صعود کند. او پس از صعود به دستهٔ برتر نیز جایگاه خود را در ترکیب اصلی حفظ کرد و به عنوان بازیکنی باتجربه، نقش رهبری در زمین بازی ایفا نمود.
یاسمین مرابط در لوانته لاس پلاناس با ترکیب پویای بازی، دوندگی بالا، قدرت در نبردهای هوایی و دقت در پاس‌ها به یکی از ستون‌های اصلی خط میانی تیم تبدیل شد. مربیان تیم بارها از تعهد، انضباط و روحیهٔ جنگندهٔ او تقدیر کرده‌اند.

## دوران ملی
مرابط در ابتدا برای تیم ملی جوانان اسپانیا به میدان رفت و در قهرمانی زیر ۱۹ سال اروپا ۲۰۱۸ شرکت کرد و همراه با تیم اسپانیا موفق به کسب مدال طلا شد.
او بعدها تصمیم گرفت تابعیت ورزشی خود را تغییر دهد و به تیم ملی مراکش بپیوندد. نخستین بازی ملی او برای مراکش در ۳۰ نوامبر ۲۰۲۱ در دیداری دوستانه برابر سنگال برگزار شد که با پیروزی ۲–۰ مراکش همراه بود.
مرابط در جام ملت‌های آفریقا زنان ۲۰۲۲ که به میزبانی مراکش برگزار شد، به تیم ملی کشورش دعوت شد و در ۱۳ ژوئیه ۲۰۲۲، گل پیروزی‌بخش تیمش را در دیدار مرحلهٔ یک‌چهارم نهایی برابر بوتسوانا به ثمر رساند. این گل تاریخی باعث شد تا مراکش برای نخستین‌بار در تاریخ به جام جهانی فوتبال زنان (نسخهٔ ۲۰۲۳) صعود کند.
دومین گل ملی یاسمین مرابط در رقابت‌های جام زنان ترکیه ۲۰۲۳ و در دیدار برابر اسلواکی به ثمر رسید که با پیروزی ۳–۰ مراکش همراه بود.
او نه‌تنها از نظر فنی، بلکه به لحاظ رهبری، تأثیر مثبتی بر تیم ملی مراکش گذاشت و الهام‌بخش نسل جدیدی از فوتبالیست‌های زن مراکشی شد. مرابط با بهره‌گیری از تجربهٔ بازی در اروپا، نظم تاکتیکی، و اشتیاق فراوان، نقش پررنگی در ارتقای جایگاه فوتبال زنان در مراکش ایفا کرد.

## افتخارات
اسپانیا
- قهرمانی زیر ۱۹ سال اروپا در فوتبال زنان: ۲۰۱۸

مراکش
- جام ملت‌های آفریقا زنان: نایب‌قهرمان ۲۰۲۲

لوانته لاس پلاناس
- رتو ایبردرولا: ۲۲–۲۰۲۱